# Hieracium vasconicum
Hieracium vasconicum là một loài thực vật có hoa trong họ Cúc. Loài này được Jord. ex Martrin-Donos mô tả khoa học đầu tiên năm 1864.